# Кербер, Людвиг Бернгардович
Лю́двиг Бернга́рдович фон Ке́рбер (нем. Ludwig (Louis) August Bernhard von Körber); с 30 октября 1916 года — Лю́двиг Бернга́рдович Ко́рвин ; псевдоним на флоте: «Лев Фёдорович»; 1 мая (19 апреля) 1863, Ринген, Лифляндская губерния, Российская империя — 9 апреля 1919, Лондон) — русский военный моряк, вице-адмирал Российского императорского флота. Участник Русско-японской и Первой мировой войн на море:
- Начальник Морской походной канцелярии Главнокомандующего сухопутными и морскими силами, действующими против Японии (1905—1906);
- Начальник штаба командующего морскими силами Балтийского моря (с августа 1914 г. — командующего Балтийским флотом) (1913—1915);
- Начальник минной обороны Балтийского моря (1914—1915);
- Командующий эскадрой линейных кораблей Балтийского флота (1915);
- Командующий флотилией Северного Ледовитого океана (1916—1917).

Начальник отдела иностранной статистики Морского Генерального штаба (1906—1909); Военно-морской агент в Великобритании (1909—1911); Член Адмиралтейств-совета Российской империи (председатель Совещания по морским перевозкам) (1916—1917).
Потомственный дворянин, представитель остзейского немецкого дворянского рода Кёрберов.
Евангелическо-лютеранского вероисповедания, в 1916 году перешёл в православие.

## Биография
Был старшим сыном в семье молодого врача Бернгарда Августовича Кёрбера и его жены Берты ур. Гаген (Gotton Berta Auguste Hagen; 18.11.1838 — 23.02.1912). Родился и первые три года воспитывался в доме своего деда, пастора евангелического прихода в Рингене Людвига Августа Кёрбера. В 1866 году в связи с переводом отца в Морское ведомство и назначением его врачом Военно-морского госпиталя, переехал в Кронштадт, где в 1871 году был определён в Кронштадтскую классическую гимназию. С тринадцати лет продолжил образование в известной Петербургской немецкой гимназии Петришуле, полный курс которой окончил в 1879 году. Людвиг давно собирался стать морским офицером, но в тот год отец был избран профессором Дерптского университета и дальнейшую учёбу пришлось временно отложить.
Лишь через год, 12 сентября 1880 года Л. Кербер поступил в Морское кадетское училище Петра Великого. Он успешно окончил его 1 октября 1884 года, получив престижную премию адмирала Нахимова. Людвиг был выпущен в мичманы и зачислен в 1-й флотский экипаж его Императорского Высочества генерал-адмирала Константина Николаевича.

### Путешествие на «Витязе» под командованием С. О. Макарова

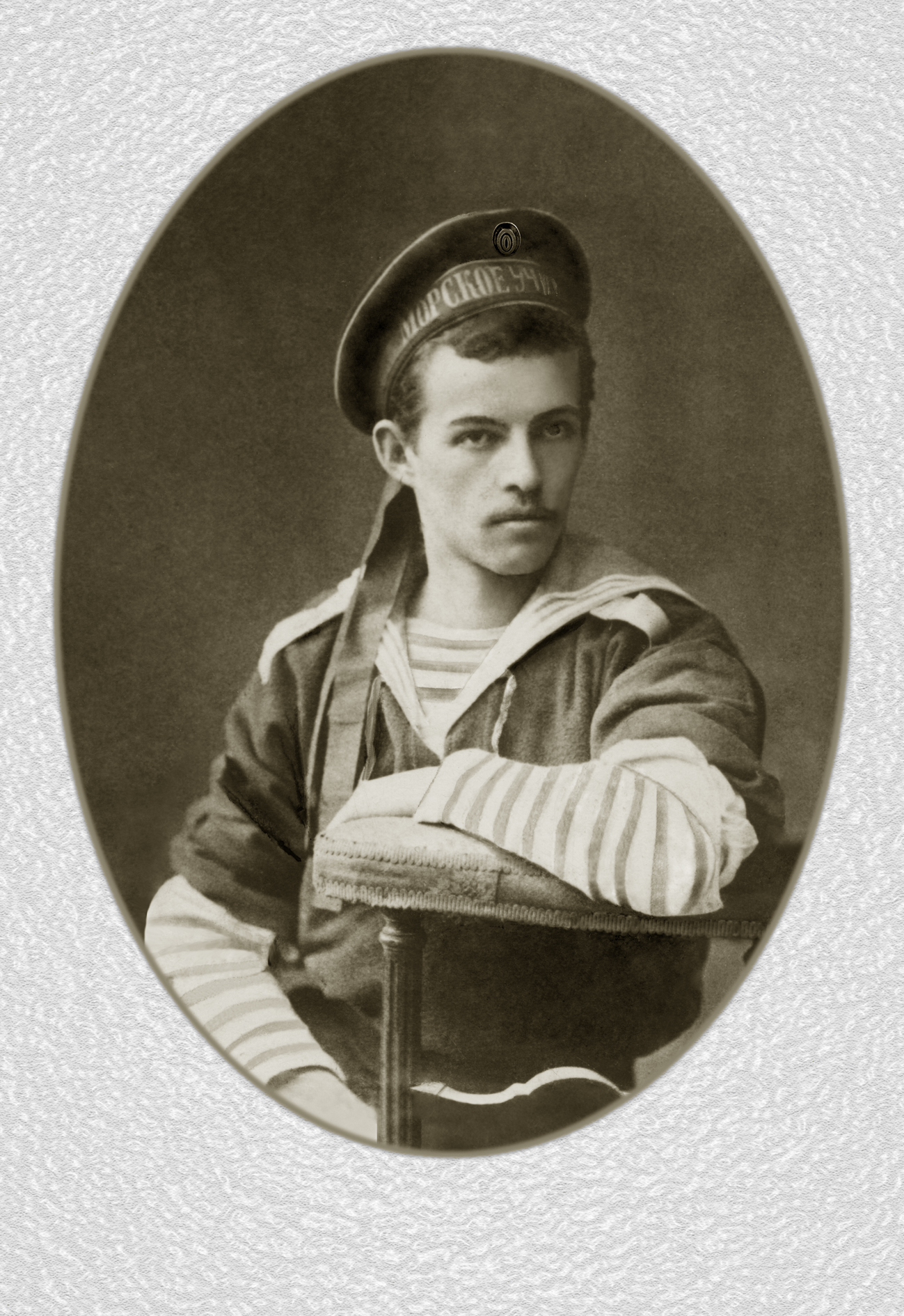
Гардемарин МУ Л. Кербер

Спустя несколько месяцев командующий Практической эскадры Балтийского моря Степан Осипович Макаров, хорошо знавший недавних гардемаринов Морского училища, включил Л. Кербера и его товарища (брата будущей жены) К. Шульца в экипаж вновь строящегося корвета «Витязь». На этом парусно-винтовом боевом корабле Макаров планировал совершить кругосветное путешествие и самым тщательным образом подбирал экипаж.
Историческое плавание началось 31 августа 1886 года и продолжалось 993 дня. Главное отличие его от других подобных экспедиций заключалось в активной научной работе, которую в повседневном режиме осуществляли все без исключения члены экипажа. «Витязь» по праву можно было сравнить с плавучей лабораторией. Некоторые океанологические наблюдения и гидрологические исследования на протяжении трёх лет проводились с промежутками в 10 минут без малейшего перерыва.
20 мая 1889 года «Витязь» вернулся в Кронштадт. Уже в 1894 году вышел в свет труд С. О. Макарова под названием: «„Витязь“ и Тихий океан».

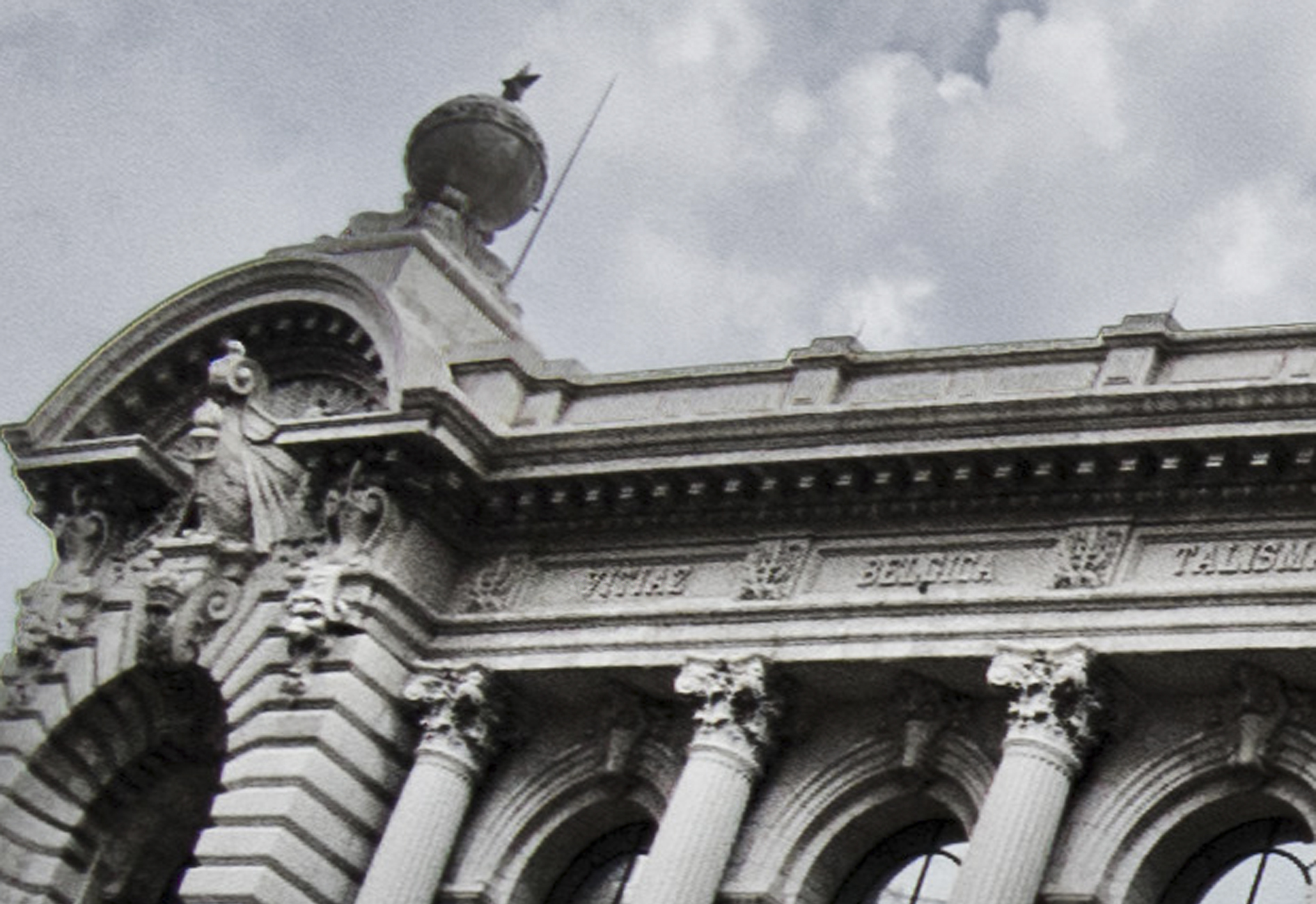
Имя корвета «Витязь» на фронтоне музея в Монако

Сам Макаров отмечал, что эта книга «подводила итог коллективному исследованию». В предисловии он писал:

«Я с великим удовольствием упоминаю молодых наблюдателей по старшинству: мичман Мечников, Митьков, Максутов, Кербер, Шульц, Шаховский, Пузанов и Небольсин. Особенно же много потрудился младший штурман подпоручик Игумнов».
— 
О международном признании экспедиции С. О. Макарова свидетельствует тот факт, что имя корвета «Витязь» в числе 10 самых прославленных судов высечено на фронтоне Океанографического музея в Монако.
По рекомендации С. О. Макарова в сентябре 1889 года Л. Кербер был зачислен в Минный офицерский класс, который окончил 7 сентября 1890 года с присвоением ему звания минного офицера 2-го разряда. Следующие 5 лет (с 1891 года в чине лейтенанта) он продолжил службу в качестве минного офицера на различных кораблях Балтийского флота. Самым примечательным из них оказался броненосец «Гангут», нелепо затонувший в июне 1897 года и поныне покоящийся на дне Выборгского залива.

### На крейсере «Россия»
С получением в конце 1894 года звания минного офицера 1-го разряда, осенью 1895 года Людвиг Бернгардович был назначен старшим минным офицером только что спущенного на воду и самого совершенного по тем временам боевого корабля — крейсера «Россия». После первого короткого плавания в мае 1897 года в Великобританию на торжества по случаю 60-летия царствования королевы Виктории, где «Россия» достойно представила Военно-морские силы империи, крейсер убыл на Дальний восток.

Л. Кербер на костюмированном вечере, посвящённом проводам великого князя Кирилла Владимировича (см. текст).

По пути во Владивосток весной 1898 года экипаж крейсера принял участие в торжественной передаче Люйшунькоу (Порт-Артур) под Российскую юрисдикцию. Эти события были приурочены к приходу «России», поскольку членом экипажа крейсера был вахтенный офицер, мичман Великий князь Кирилл Владимирович, которому и было поручено приложить руку к соответствующему международному акту и поднять Российский флаг. В том же году во Владивостоке Кирилл Владимирович, забив символичный «золотой» костыль, открыл движение по Транссибирской магистрали, по которой первым пассажиром и убыл в Петербург. Годы спустя великий князь в своих воспоминаниях писал:

«В ночь перед прощанием с моими товарищами-офицерами был устроен обед с речами и тостами. Это большое событие не обошлось без веселья и смеха… Обед закончился пением и очень оригинальным номером: наш минер Кербер и другие офицеры, нарядившись в кожаные одежды, исполнили что-то вроде ритуального танца диких гольдов. Сам Кербер бил в круглый барабан и походил на настоящего шамана — он делал это очень эффектно… Кроме лейтенанта Кербера, мне бы хотелось упомянуть адмирала Русина, который в то время был одним из офицеров-артиллеристов „России“. Эти люди сыграли неоценимую роль для нашего флота».
— Великий князь Кирилл Владимирович. Моя жизнь на службе России
Иллюстрацией этих слов служит фотография Л. Кербера, сохранившаяся в его личном архиве.
Служба на Дальнем Востоке минным начальником крейсера «Россия» затянулась для Л. Кербера на пять лет. В конце этого срока, в мае 1900 года в составе международных сил он принял участие в военном конфликте в Китае, который был вызван крестьянским восстанием, получившим название «боксерское». Лейтенант Кербер был в составе одного из десантных отрядов, совершивших поход на Пекин. Участие Людвига Бернгардовича в этой операции было отмечено сразу несколькими наградами.
К концу того же года Л. Кербер возвратился на Балтику. Кампанию 1901 года он провел старшим минным офицером на броненосце «Генерал-адмирал Апраксин», затем флаг-офицером Практической эскадры Балтийского моря. Вслед за этим он, как успешно сдавший экзамены, 22 сентября 1901 года был зачислен слушателем курса военно-морских наук Николаевской Морской академии.

### Русско-японская война

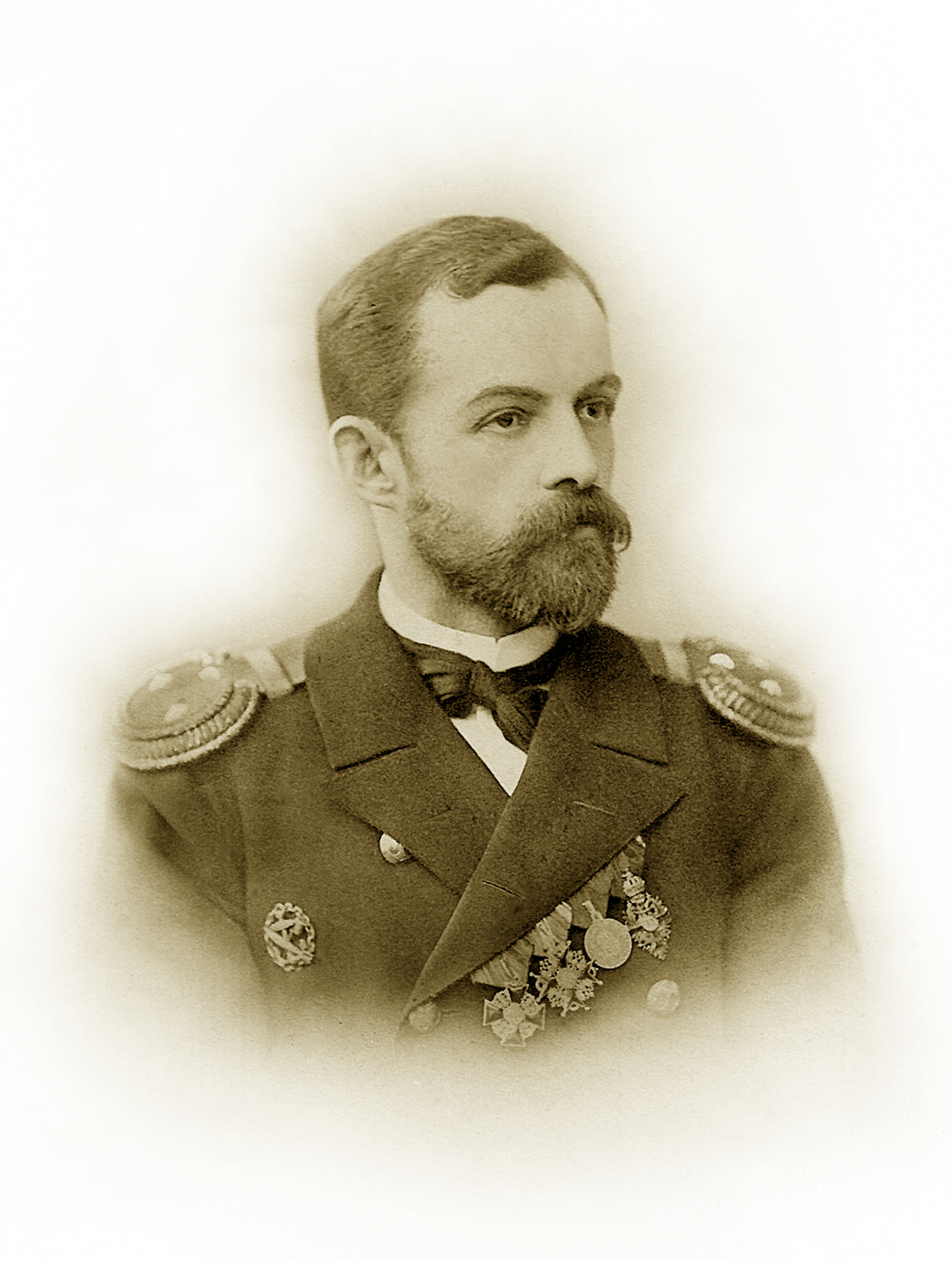
Л-нт Л. Б. Кербер после возвращения из Китая. 1901 г.

После окончания академии и почти до начала Русско-японской войны Людвиг Бернгардович оставался на преподавательской и штабной работе. Вместе с одним из ведущих теоретиков военно-морского флота Н. Кладо, Л. Кербер участвовал в подготовке и практическом воплощении первых стратегических игр флота, моделирующих будущую войну России с Японией. Вместе они опубликовали аналитический отчет, в котором обосновывался неизбежный проигрыш России в этой войне в случае, если за оставшееся время не будет предпринят комплекс необходимых мер. В частности они указали на необходимость перевода эскадры из Порт-Артура во Владивосток.
Позже адмирал Того признался, что ожидал именно такого развития событий и начал войну в январе, когда убедился что русская эскадра из-за ледостава в Японском море уже не сможет уйти в родной порт. Можно лишь сожалеть, что отчет Н. Кладо и Л. Кербера остался без внимания.
В 1903 году Л. Кербер подготовил и прочитал в Николаевской морской академии аналитический курс лекций по стратегии флотов ведущих морских держав, включая Японию. Практически сразу лекции были изданы отдельными тиражами для служебного использования.
Летом 1903 года под предлогом необходимости лечения на курорте Л. Кербер предпринял поездку в Германию, которая на самом деле носила разведывательный характер. Под дипломатическим прикрытием со стороны морского агента России в Германии князя А. А. Долгорукова Л. Кербер скрытно обследовал прибрежные укрепления в районе Данцига и Пиллау. В приложениях к представленному Минмору рапорту (№ 81, август 1903 г.) Л. Кербер дал подробное описание всех обследованных объектов (более 30) береговой обороны потенциального противника:

«Батарея № 1
Это бетонное сооружение на 6 орудий шестидюймового калибра (30 калибров) с траверсами между орудиями. В траверсах устроены погреба для боевых припасов. Площадки орудий возвышены на 4 — 5 футов над полом батареи. Пол в уровень с местностью. Со стороны моря бруствер песчаный, обсаженный кустарниками (погибшими в песке) и жесткой породой травы, скудно прорастает в песке. Местами проглядывают …….., служившие для укрепления почвы во время постройки. Примерный разрез при сем прилагается.
Углы обстрела крайних (фланговых) орудий, по-видимому, не превышают таковых средних. Фланги бруствера несколько загнуты. На правом фланге батареи имеется небольшая площадка и на ней стоят три трехкрылых семафора высотою в 20 — 30 футов».
— 
После успешного завершения миссии он получил назначение старшим офицером броненосца «Слава», который к этому времени был только спущен на воду и находился на достройке. 1 января 1904 года, за 4 недели до начала Русско-японской войны, Л. Керберу было присвоено звание капитана 2-го ранга.
До гибели вместе со штабом 31 марта 1904 года в Порт-Артуре командующего Тихоокеанской эскадрой вице-адмирала С. О. Макарова, Л. Кербер оставался в Петербурге, принимая участия в испытаниях своего броненосца. Уже на следующий день после трагедии в Жёлтом море новым командующим морскими силами на Дальнем Востоке был назначен адмирал Н. И. Скрыдлов. Сдав Черноморский флот, он срочно выехал в Петербург для формирования своего штаба. 12 апреля приказом Морского ведомства за № 77 в состав нового штаба Тихоокеанской эскадры флагинтендантом был включен капитан 2-го ранга Л. Б. Кербер. Этим же приказом в штаб Скрыдлова был назначен и Н. Л. Кладо. Возможно, был принят во внимание их аналитический отчет по результатам стратегических игр 1902—1903 годов. Вскоре штаб во главе с новым командующим поездом выехал в Порт-Артур.

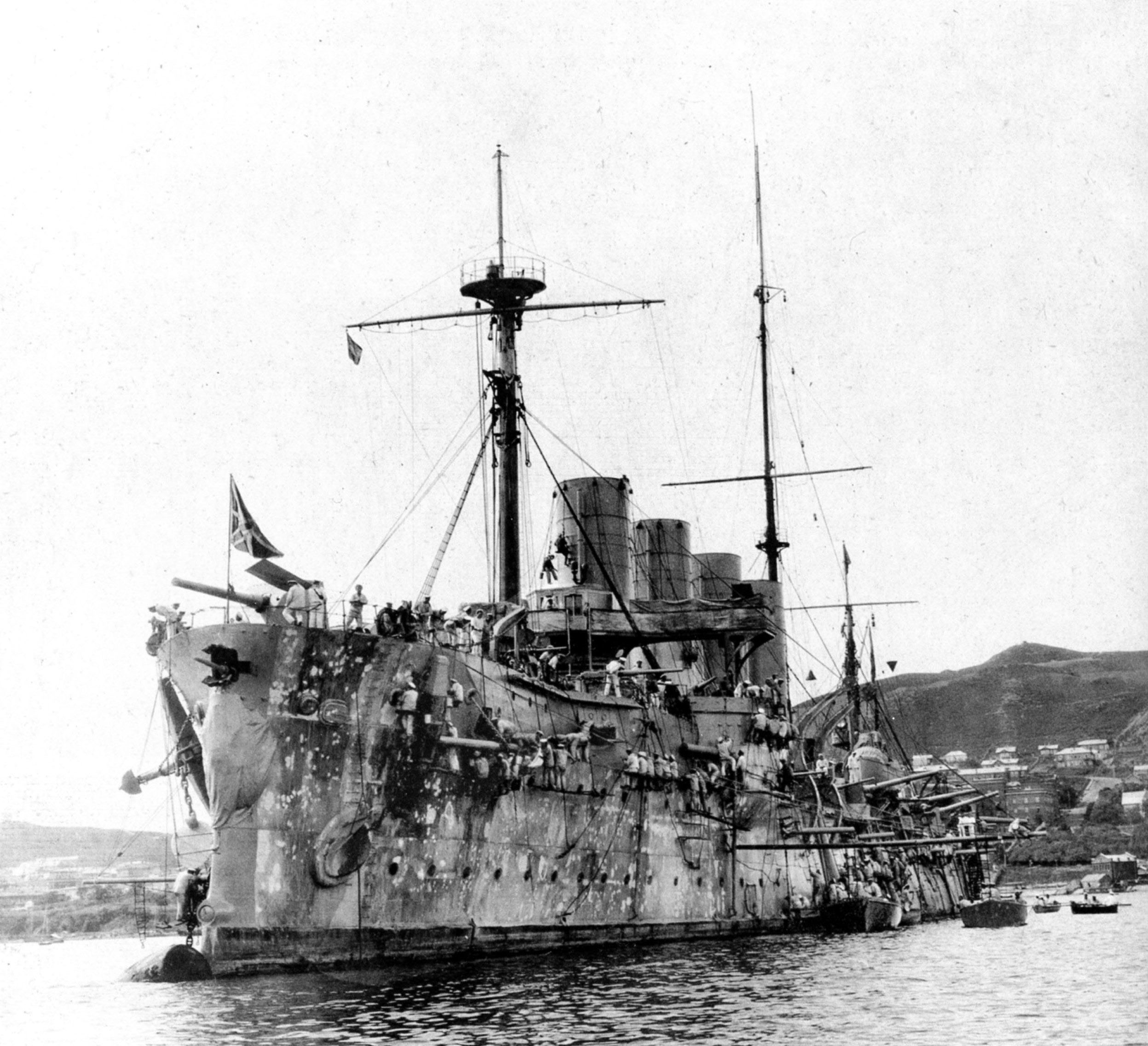
Крейсер «Россия» во Владивостоке, после боя в Корейском проливе

В пути стало известно, что японцам удалось блокировать крепость, и Н. И. Скрыдлов, вынуждено изменив маршрут, направился вместо Порт-Артура во Владивосток. В создавшихся условиях структура его штаба была изменена, и Л. Кербер получил назначение старшим офицером крейсера «Богатырь», входившего в состав Владивостокского отряда крейсеров.
Ещё до прибытия Н. И. Скрыдлова крейсер «Богатырь» потерпел серьёзную аварию, наскочив на камни у мыса Брюса. Повреждения корпуса были столь серьёзны, что многие сомневались в возможности спасти корабль. В задачу старшего офицера входили разработка и реализация плана спасательных работ. К 1 июня удалось снять крейсер, загерметизировать корпус и перевести корабль во Владивосток, где он был поставлен на ремонт, продолжавшийся до конца войны.
Ключевым событием в истории Владивостокского отряда крейсеров стал бой 1 августа 1904 г. В тот день флаг командующего находился на крейсере «Россия». Уже в начале боя был тяжело ранен старший офицер крейсера, и Л. Керберу, хорошо знавшему команду по прошлой службе, пришлось его заменить. После окончания боя, в котором отряд потерял крейсер «Рюрик», Людвиг Бернгардович так и остался старшим офицером «России». В этой должности он находился почти до окончания кампании и лишь с отъездом А. И. Русина в Америку на конференцию по подписанию мира с Японией занял его должность начальника Морской походной канцелярии Главнокомандующего сухопутными и морскими силами, действующими против Японии, генерал-адъютанта Н. П. Линевича.

### В Морском генеральном штабе

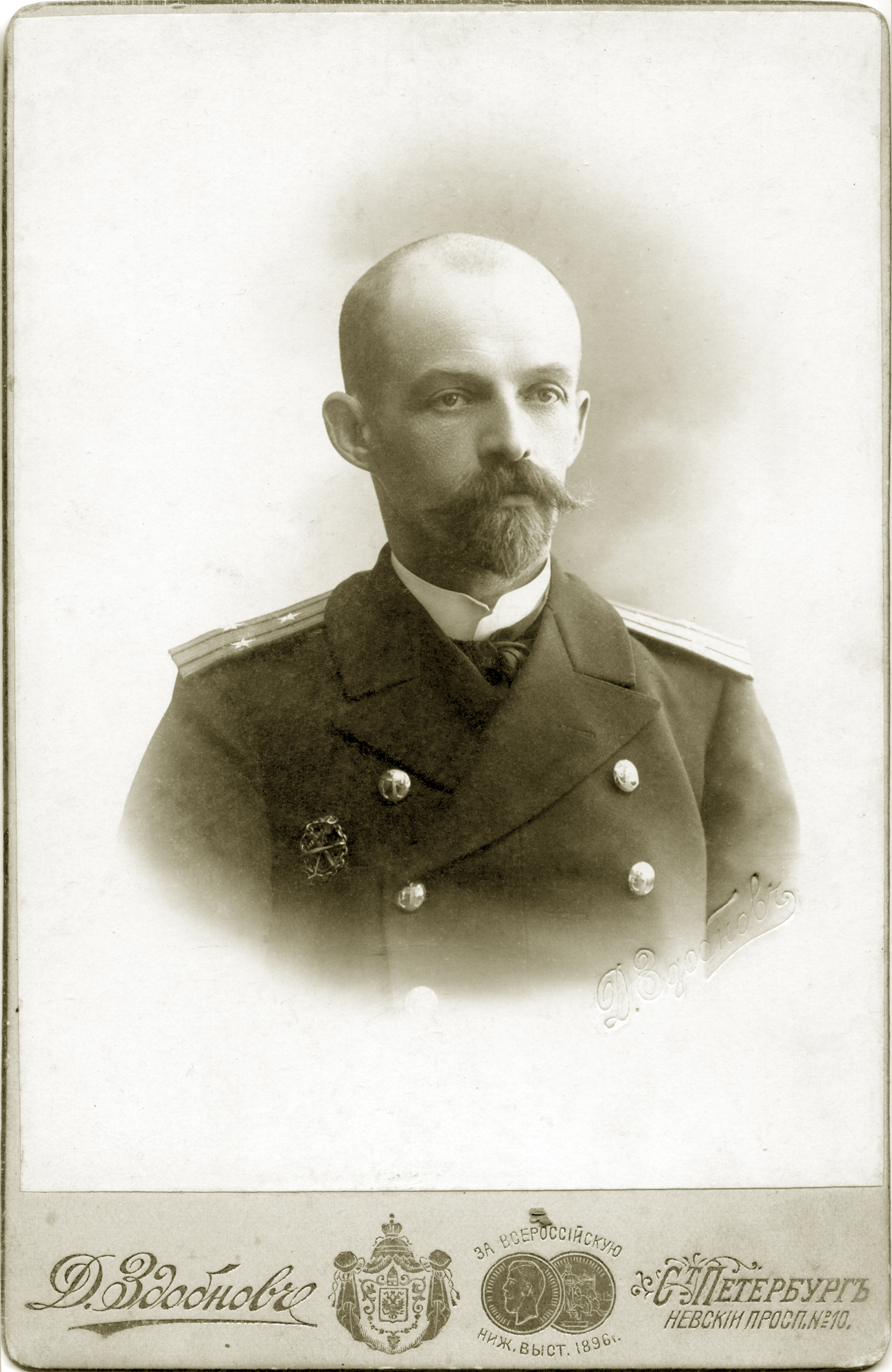
Кап. 2-го ранга Л.Кербер 1906 г.

После окончания войны, завершив дела, связанные с возвращением флота на Балтику, одним из последних, в феврале 1906 года Л. Кербер вернулся в Петербург. Он получил назначение командиром на только что вступивший в строй минный крейсер «Донской казак» и убыл в Либаву. Служба на миноносце оказалась недолгой. Л. Керберу удалось лишь провести первую серию ходовых испытаний, когда последовало новое назначение. 24 мая штаб-офицером высшего оклада он был назначен руководить Отделом иностранной статистики вновь организованного Морского Генерального штаба (МГШ). Идея создания такого штаба в противовес Главному морскому штабу (ГМШ) была предложена лейтенантом А. Н. Щегловым — одним из основателей Санкт-Петербургского военно-морского кружка, членом которого был и Кербер. Именно члены этого кружка первыми выступили с идеей реформирования флота после бесславного поражения в войне с Японией, впервые обосновав необходимость создания судостроительной программы.
Отдел иностранной статистики Морского Генерального штаба Л. Кербера, по существу, был разведывательным отделом, который занимался сбором сведений об иностранных флотах. На долю Л. Кербера выпала обязанность сформулировать задачи и разработать структуру отдела в самый сложный — организационный период. Прежде всего, отделу иностранной статистики удалось взять на себя руководство и систематизировать деятельность морских агентов России, аккредитованных при флотах иностранных государств. Органичным продолжением работы Л. Кербера в МГШ стали следующие два его назначения.
21 января 1908 года он принял командование канонерской лодкой «Хивинец», которая в это время выполняла особую задачу, находясь в составе международных миротворческих сил на острове Крит. В течение долгих лет здесь не утихал конфликт меду турецкими и греческими общинами, и роль единственного российского корабля в составе международной эскадры была существенной. Греция традиционно ориентировалась на Россию, и командир «Хивинца» выступал в роли посредника между командованием международной эскадрой и греческим правительством. Возвращение Л. Кербера в Петербург в конце ноября того же года совпало с присвоением ему 6 декабря звания капитана 1-го ранга. Вслед за этим, 25 января 1909 года последовало назначение военно-морским агентом в Великобританию. Эта двухлетняя дипломатическая работа Людвига Бернгардовича в самой мощной морской державе была оценена руководством весьма высоко, а сотрудничество флотов будущих союзников в Первой мировой войне значительно укрепилось.
За 691 день нахождения в должности Л. Кербер отправил 271 секретное донесение и подготовил десятки донесений, отчетов и деловых писем не разведывательного свойства. Благодаря этим усилиям была во многом скорректирована российская программа строительства броненосного флота. Одновременно Л. Кербер вел переговоры и оформлял контракты на поставки угля, орудий, катеров, приборов, мин Уайтхеда, снарядов крупных калибров и т. д. Общая стоимость закупок выражалась в миллионах золотых рублей. Важнейшей обязанностью военно-морского агента был надзор за строящимися в Великобритании по заказу России военными кораблями, в частности нового крейсера «Рюрик», унаследовавшего свое имя у героического крейсера Владивостокского отряда.
Вернувшись в марте 1911 года из Лондона, Л. Кербер узнал о новом назначении — командиром эскадренного броненосца «Цесаревич». Две кампании на этом корабле он провел в плаваниях по Балтийскому морю с заходом в иностранные порты. Помимо учебных стрельб в Финском и Выборгском заливах, впервые для судов этого класса «Цесаревич» отрабатывал манёвр по проходу финских шхер без лоцманского обеспечения.
Неформальные отношения связывали Л. Кербера с Морским министром адмиралом К. Григоровичем, а также с будущим академиком А. Н. Крыловым, с которым Кербер был дружен начиная с Морского училища. Об их встречах свидетельствует его сын Л. Л. Кербер:

«В Петербурге у нас часто бывал академик А. Н. Крылов. Они с отцом были как-то связаны по строительству дредноутов „Севастополь“, „Гангут“ и др. Жили Крыловы неподалёку и, чтобы не тратить попусту времени, Алексей Николаевич заходил к нам домой. Собеседники уединялись в кабинете отца. Оба они были людьми темпераментными, и вскоре из-за плотно прикрытых дверей стали прослушиваться все более и более громкие голоса споривших. Встревоженная мать забирала нас с братом и уводила куда-нибудь подальше на кухню, и там, в ужасе закрывая уши, шептала: „Боже мой, того и гляди передерутся“. Собирались они по пятницам, и она прозвала их черными пятницами...
Захаживал к отцу и морской министр И. К. Григорович, живший неподалёку...»— 

### Первая мировая война
В начале 1913 года по представлению командующего адмирала Н. О. Эссена, Л. Кербер был назначен начальником штаба командующего морскими силами Балтийского моря с присвоением ему к концу года звания контр-адмирала. В новом качестве, в августе 1913 года Людвиг Бернгардович принял участие в последних предвоенных манёврах сил Балтийского моря. Флот был разделен на две эскадры. Отрядом «восточных» командовал Н. О. Эссен, эскадру «западных» возглавил Л. Кербер. В упорном, хотя и учебном сражении победила эскадра «западных». После манёвров с нескрываемой гордостью Николай Оттович записал: 

«Обнаруживаю, что начальники, расставленные мною на флоте, ведут свое дело, а в ряде случаев и меня… Однако мы ведь не знаем, кто из гребцов был полезнее в лодке государства российского, когда на веслах сидели Лефорт, Шереметьев, Меньшиков, Демидов и иные».

План минных постановок у берегов Германии, подготовленный под руководством Л. Б. Кербера.

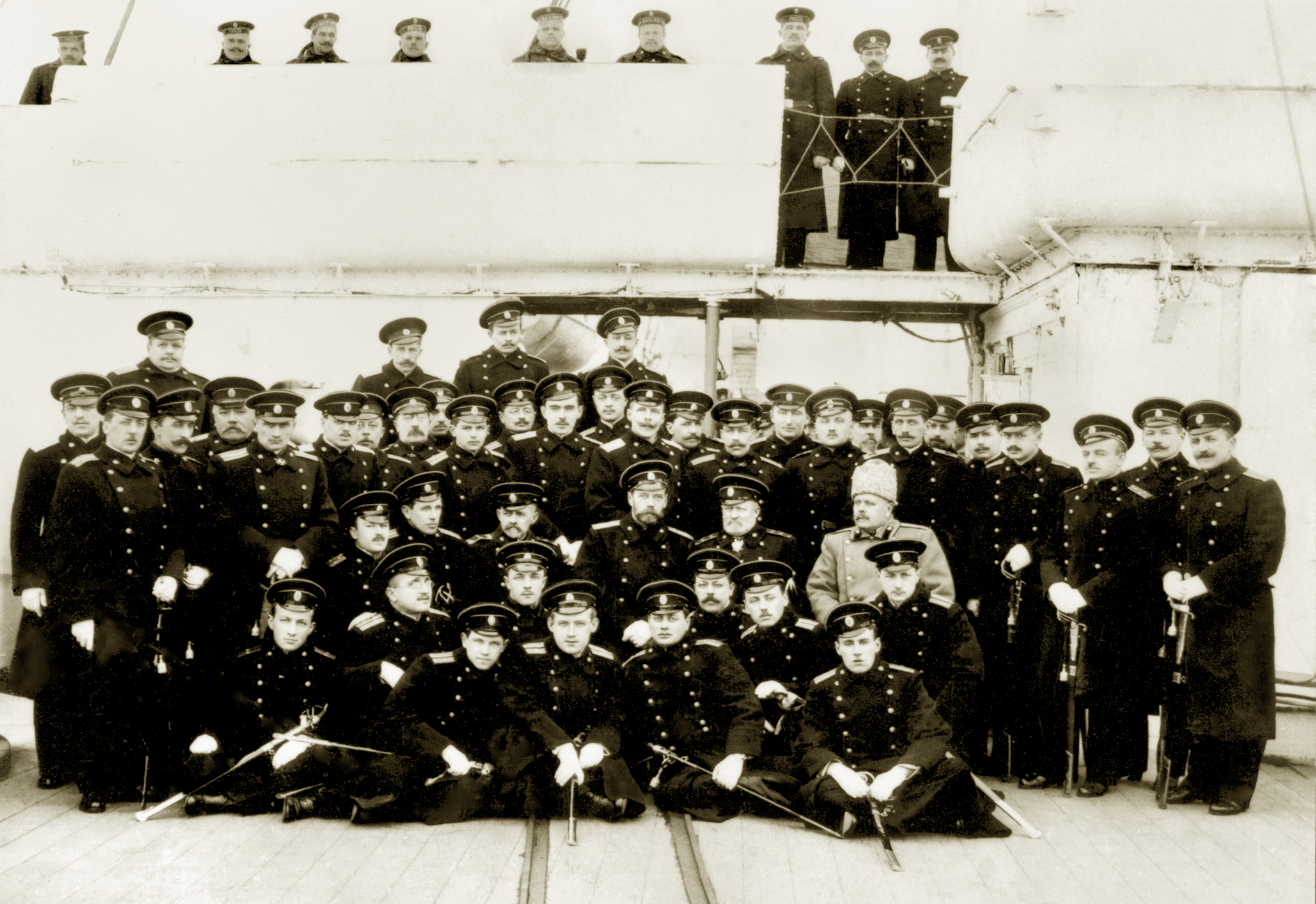
Николай II с офицерами штаба Балтийского флота. Слева от императора — Л. Кербер, справа — Н. О. Эссен. Стоят справа на переднем плане: И. И. Ренгартен, князь М. Б. Черкасский, М. А. Кедров и А. С. Максимов. 5-й слева — А. В. Колчак. Гельсингфорс, 15.01.1915

В преддверии войны, штаб в 1913 году тщательно разработал план минных постановок по линии Нарген-Порккала-Удд, с тем, чтобы перекрыть Финский залив и защитить столицу империи со стороны моря. В условиях прямого запрета Николая II операция была успешно выполнена по приказу адмирала Н. О. Эссена отрядом минных заградителей контр-адмирала В. А. Канина в ночь накануне начала войны. Кстати, именно штаб Балтийского флота, благодаря качественно налаженной И. И. Ренгартеном и А. И. Непениным радиоразведке первым узнал о трагических событиях в Сараево, сделавших Первую мировую войну неизбежной.
Основные успехи осенне-зимней кампании 1914—1915 годов были связаны с минными постановками в южной части Балтийского моря, великолепно разработанными и точно выполненными силами Отряда крейсеров особого назначения. Результат был достигнут благодаря глубокой секретности планирования всех операций, так называемым «походным штабом» в составе Л. Кербера и трех офицеров оперативного отдела, а также впервые примененной тактики рассредоточения сил Отряда между различными портами задолго до начала операции. Отряд собирался в точке рандеву, в назначенное время вдали от берегов, откуда можно было бы его заметить. Выход же одиночных боевых кораблей из различных портов Балтийского моря не вызывал у противника беспокойства. Даже командиры кораблей до момента встречи в условленном месте не имели представления об истинном характере боевой задачи. Кроме того, в каждом случае походный штаб имел несколько планов проведения операции с тем, чтобы её можно было выполнить в любых обстоятельствах.
При проведении первых двух операций из четырёх запланированных отрядом руководил сам Л. Кербер, который помимо должности начальника штаба адмирала Н. О. Эссена, с началом войны возглавил и минную оборону Балтийского моря. Вторую половину постановок осуществили В. А. Канин и М. К. Бахирев с А. В. Колчаком. На русских минах в течение 1914—1915 гг. немцы потеряли броненосный крейсер, 4 тральщика, 14 пароходов и 3 сторожевых корабля. Кроме того, в результате подрыва получили различные повреждения 2 крейсера, из которых один был сразу исключен из списков флота, 3 миноносца и 2 тральщика. Долгое противник не мог обнаружить самого факта минирования фарватеров, считая, что его корабли гибнут от английских подводных лодок. Но главное, немецкий флот оказался запертым в собственных портах и не мог оказать действенной поддержки своим сухопутным силам. За эту кампанию уже в декабре 1914 года Л. Кербер был награждён Золотым Георгиевским оружием «За храбрость» и повышен в звании до вице-адмирала с формулировкой «за боевые отличия».
После неожиданной смерти 7 мая 1915 года адмирала Н. О. Эссена именно Л. Кербер планировался на должность командующего Балтийским флотом. Командующим Северо-Западным Фронтом генералом Н. В. Рузским, которому оперативно подчинялся Балтийский флот, был даже отдан соответствующий приказ. Интриги не позволили этого сделать. В мае 1915 года брату Людвига Бернгардовича — инженеру О. Б. Керберу, проживавшему в Кронштадте военным губернатором города адмиралом Р. Н. Виреном было предъявлено обвинение в шпионаже в пользу Германии. Он даже не был арестован, а получил лишь предписание немедленно покинуть Кронштадт. Более того, ему было разрешено устроиться в той же должности на судоремонтном заводе в Гелиснгфорсе, где как раз и находились главные силы Балтийского флота. Почти сразу стала очевидна абсурдность обвинения, но цель была достигнута и вице-адмирал Кербер оказался скомпрометирован.

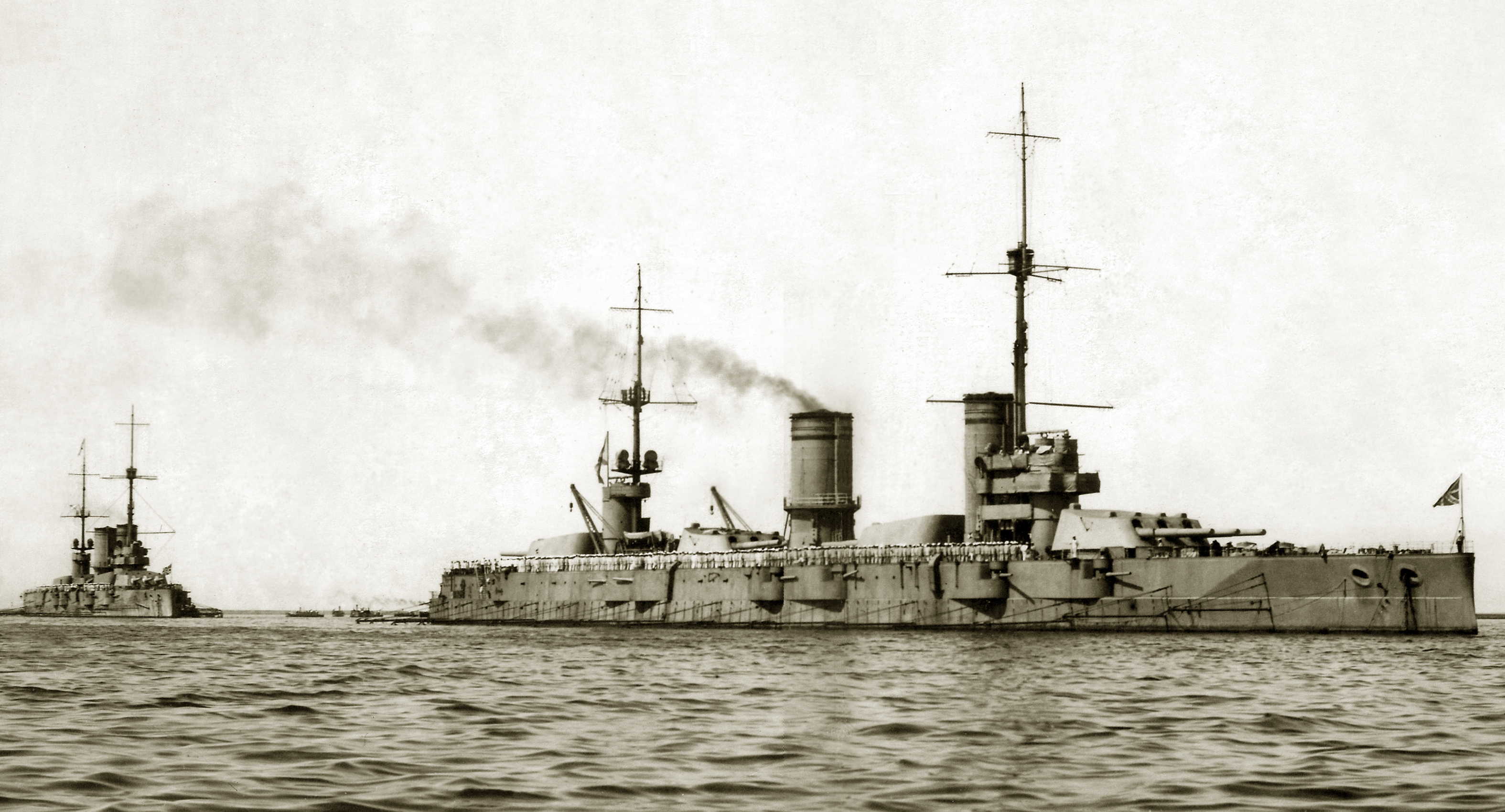
Первая бригада линкоров (дредноуты) под флагом Л. Б. Кербера. 25.07.1915

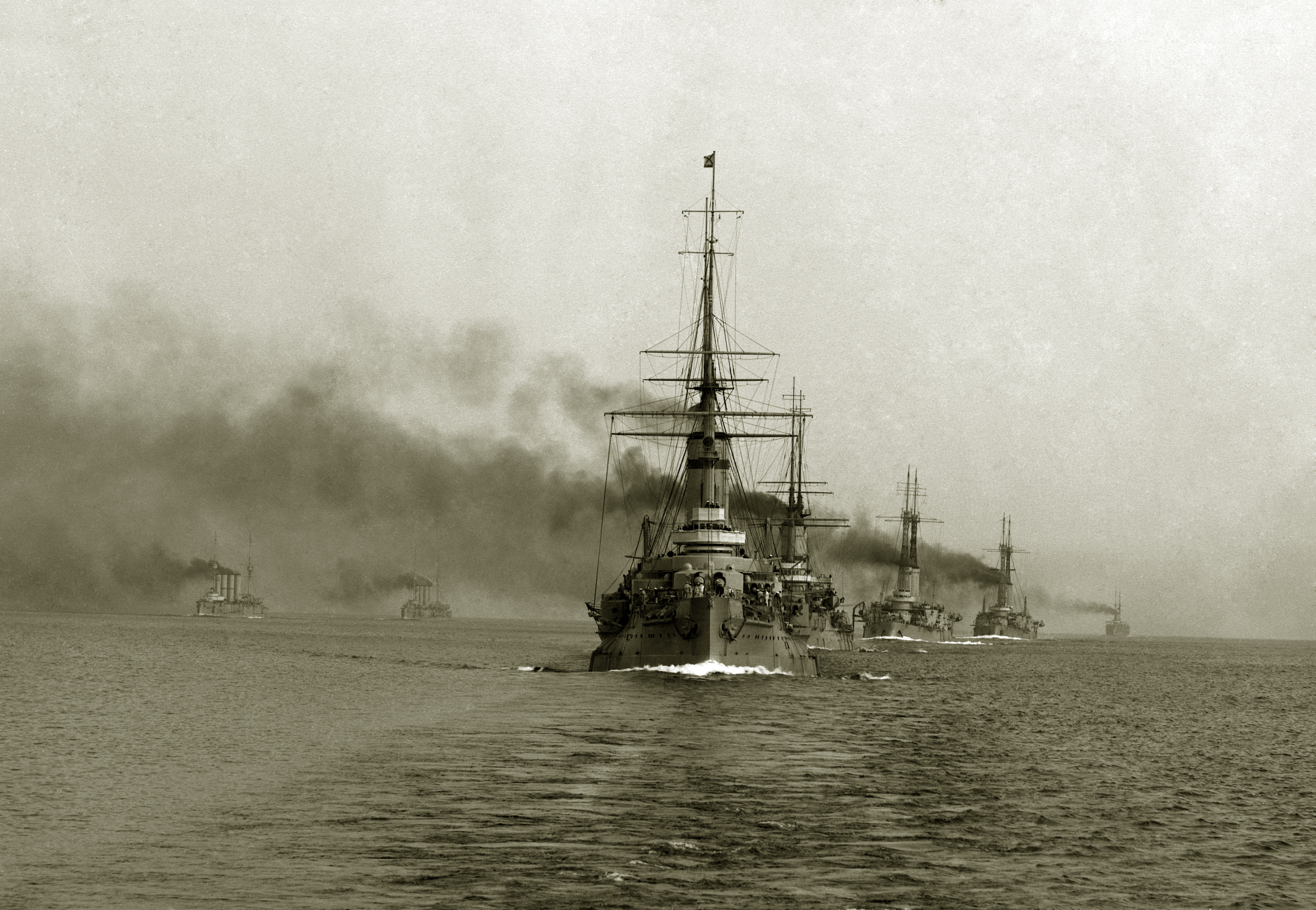
Вторая бригада линкоров под флагом Л. Б. Кербера. Слева на параллельном курсе отряд крейсеров. 1915

Преемником усопшего адмирала стал В. А. Канин, а Л. Кербер вскоре был вынужден оставить и должность начальника штаба флота. С июня 1915 года и до конца декабря он командовал Эскадрой линейных кораблей Балтийского флота (первая и вторая бригады), осуществив ещё две успешные скрытные операции по минным постановкам у берегов Германии, выводя силы эскадры в открытое море шхерными фарватерами. Во время одной из них, выйдя из шхер, ему удалось провести свою эскадру через вражеские минные заграждения в кильватере немецкого отряда и остаться незамеченным. Выполнив задачу, эскадра так же спокойно вернулась. Во время одного из летних походов шхерным фарватером существенную аварию потерпел дредноут «Севастополь», воспользовавшись которой вице-адмирал В. А. Канин учинил расследование и одновременно начал закулисную кампанию по переводу Л. Кербера из действующего флота. Только в декабре 1916 года результатами расследования была установлена полная невиновность командующего эскадрой вице-адмирала Кербера в аварии дредноута, но все решения уже были приняты.
С началом 1916 года противостояние между В. А. Каниным и Л. Б. Кербером закончилось и Людвиг Бернгардович был переведен в Главный морской штаб на должность председателя Совещания по морским перевозкам при Адмиралтейств-совете и Морском министерстве. Сдав эскадру, которая с этого момента больше не участвовала в военных действиях и до 1918 года оставалась в Гельсингфорсе, Л. Кербер убыл в Петроград. В новой должности он совершил важную командировку в Англию и Францию. Прибыв в Лондон в конце апреля 1916 года, Людвиг Бернгардович в качестве иностранного наблюдателя успел принять участие в самом крупном в истории воин — Ютландском сражении.

### На закате империи. У истоковСеверного флота
В Лондоне, используя прошлые связи в Британском адмиралтействе, Л. Кербер сумел резко активизировать поставки в Россию военных грузов. Аналогичного успеха он добился и в Париже. Это вызвало ответную реакцию противника, который стал наращивать своё присутствие на пути следования караванов в Баренцевом и Белом морях. Морское министерство приняло решение о создании флотилии Северного Ледовитого океана (СЛО). Катализатором послужил подрыв в Архангельском порту транспорта «Барон Дризен», который последовал 17 октября 1916 года. С точки зрения командования, именно Л. Кербер, организовавший поток грузов, должен был обеспечить его приемку и защиту, возглавив, а по сути дела, — создав флотилию СЛО.
Условием назначения на новую должность была смена Кербером фамилии. В последний день октября 1916 года по Высочайшему повелению Людвиг Кербер «с семейством» стал «именоваться Корвиным». Ещё под старой фамилией он в ноябре побывал в Лондоне и 8 (21) ноября даже был удостоен аудиенции короля Георга V в Букингемском дворце, а вернувшись в Россию, сразу отправился в Архангельск к месту своей новой службы. Приказ был подписан ещё 11 ноября 1916 года.
Кстати, в современной исторической литературе отдельные авторы, разыскивающие «немецкий след» во взрыве «Барона Дризена» нередко утверждают, что именно Кербер (Корвин) мог быть причастен к этой диверсии. Очевидно, ими не принимается во внимание ни безупречная служба адмирала, ни тот факт, что назначение в Архангельск он получил спустя три недели после взрыва корабля, а в день трагедии находился в командировке в Лондоне (все даты даны по Юлианскому календарю).
За три месяца, которые Л. Корвин возглавлял флотилию, было сделано немало. Главное, удалось сформировать пусть ограниченные, но все-таки боевые военно-морские силы. Начали прибывать корабли с Тихого океана, появились береговые службы. Все это вскоре почувствовал враг, действия которого стали более осторожными и менее результативными. Но грянула Февральская революция. В эти дни Л. Корвин находился в Петрограде, куда прибыл в Адмиралтейств-совет на совещание с представителями Великобритании. Прямо в здании Адмиралтейства он был арестован и в течение месяца с несколькими другими генералами и министрами отстраненного правительства содержался в Таврическом дворце. В те дни граф А. П. Капнист докладывал адмиралу А. И. Русину:
02 марта 1917 15:37. Положение прежнее. Большая опасность со стороны социалистов. Москва, Харьков и Симферополь, по-видимому, подчиняются Думскому Комитету. Минмор считает необходимым действовать в согласии с Комитетом Думы, о чем дал директивы на север. 
Адмиралу Корвину угрожала со стороны нижних чинов, считающих его немцем, опасность. По соглашению с караульным начальником он был арестован и отправлен в Думу, где получил свободно отдельный пропуск, но остается там до отъезда на север. В Кронштадте анархия. Вирена, кажется, убили. Курош арестован.
По мнению графа А. П. Капниста, этот арест спас Л. Корвину жизнь. Командующий флотилией СЛО вице-адмирал Корвин не счел для себя возможным присягать Временному правительству и, оставаясь под арестом, 7 марта 1917 года был отстранен от должности. В отличие от многих, он не был отправлен в отставку, новые власти ещё рассчитывали использовать его опыт. Вскоре адмирал был очередной раз командирован в Англию. Эта поездка была признана весьма успешной. Во время следующей командировки в октябре 1917 года произошёл Октябрьский переворот. Уже никого не представляя, Л. Корвин вынужденно остался в Лондоне. Есть сведения, что он принял предложение перейти на службу в английское Адмиралтейство с единственной целью продолжить свою войну с Германией.

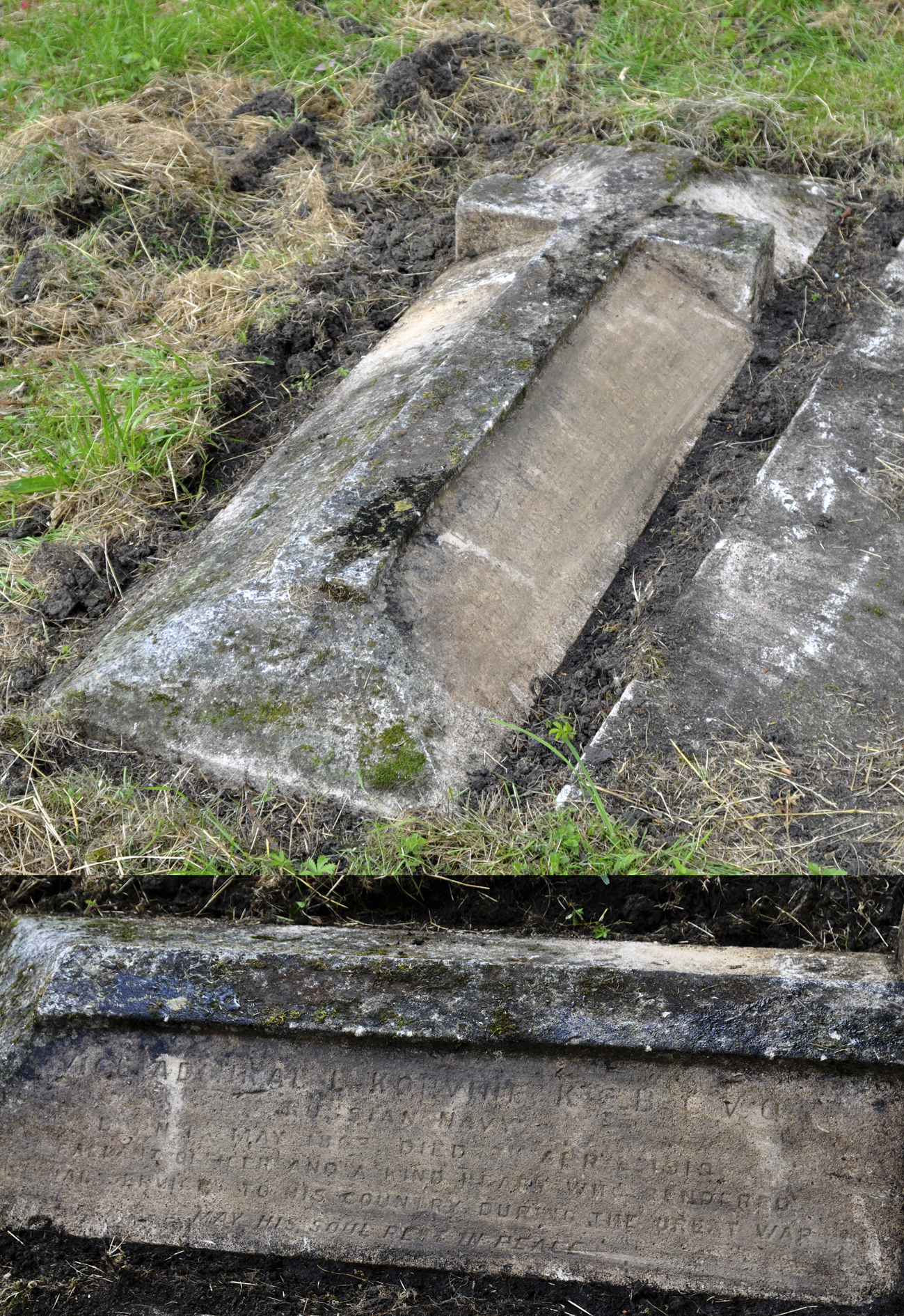
Могила адмирала Л. Кербера, найденная Р. Фирсовым

Фатальная болезнь внезапно настигла Л. Корвина на 56-м году жизни. В одиночестве, вдали от семьи, которая оставалась в России, он умер 9 апреля 1919 года в одной из лондонских больниц, во время хирургической операции по удалению камней из почки.
Место захоронения адмирала в Лондоне долгое время оставалось неизвестным. В 1960-е годы его тщетно разыскивал приезжавший из СССР средний сын — Леонид Львович Кербер, а в 1990-е — правнук — Михаил Михайлович Кербер. Тогда ему удалось получить копию свидетельства о смерти прадеда, из которого следовало, что уже в Лондоне Л. Корвину была вручена его последняя (одна из высших в Великобритании) награда — Орден Бани Командорского креста.
28 июня 2014 года в день столетия убийства в Сараево эрцгерцога Франца Фердинанда, послужившего поводом для начала Первой мировой войны, могилу российского адмирала на кладбище «Kensal Green» в Лондоне (сектор 16, ряд 5, рег.№ 46437) разыскал Р. Фирсов. Ему удалось выяснить, что за несколько месяцев до смерти Л. Корвин был вполне здоров и в январе 1919 года прибыл в порт Ливерпуля с Канарских островов. Он же установил, что вице-адмирал Л. Б. Корвин в Лондоне проживал вместе с последним императорским морским агентом в Великобритании контр-адмиралом Н. А. Волковым, который предположительно и похоронил его под именем Louis Korvine с почестями, полагавшимися рыцарю британского Ордена Бани (KCB).

## Память

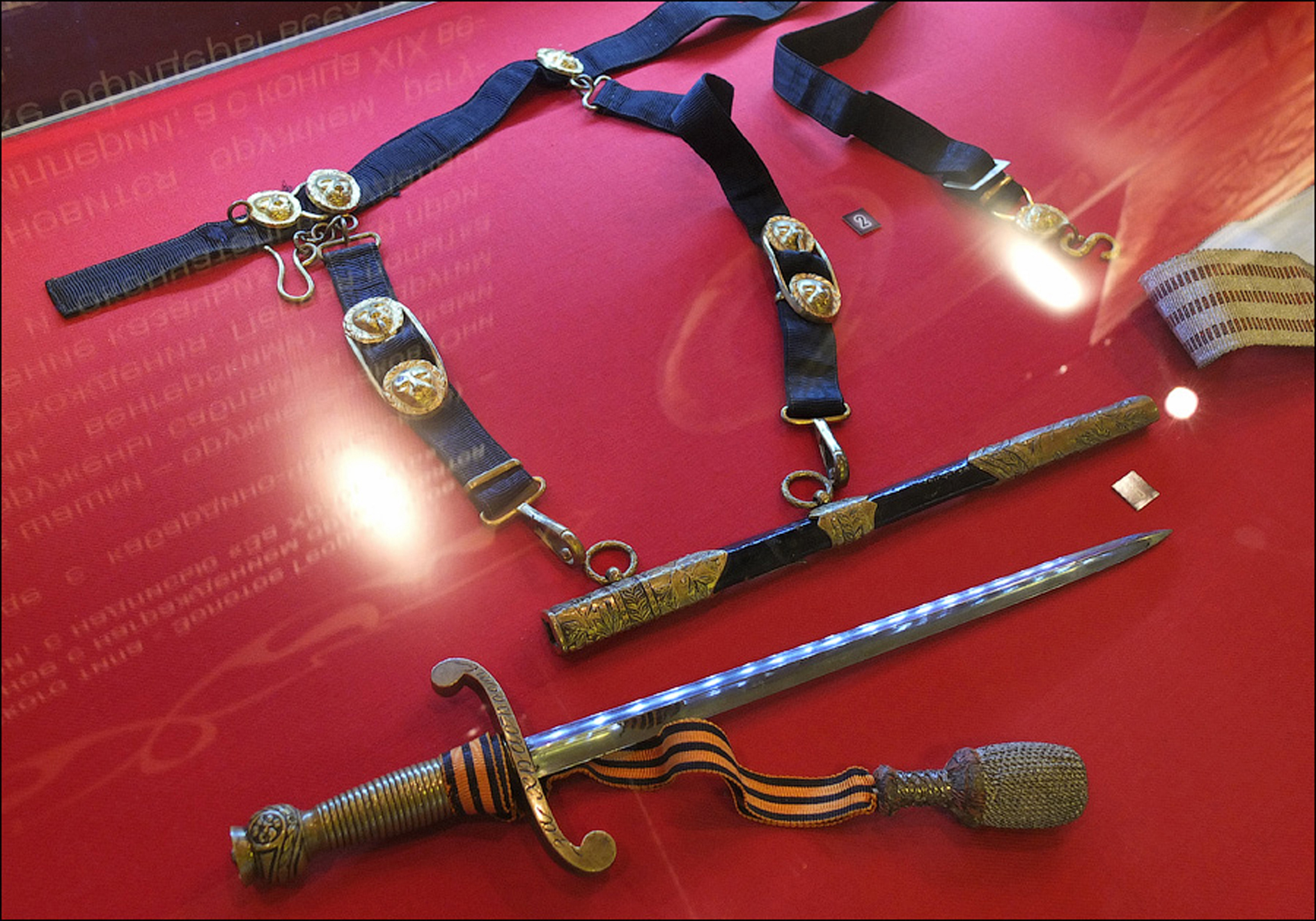
Георгиевское оружие Л. Кербера. Центр. музей вооруженных сил

- Начиная с 1920-х годов, «Общество офицеров Российского императорского флота в Америке»[29] собрало наиболее крупную за рубежом коллекцию морских реликвий, документов и книг. Переданные контр-адмиралом Н. А. Волковым, оказались здесь и награды вице-адмирала Корвина (Кербера). С годами число членов общество редело, и хранить многочисленные музейные экспонаты и архивные материалы становилось все труднее. Поэтому в 1979 году правление «Общества» приняло решение передать все свои коллекции обществу «Родина»[30]. Главным условием передачи было хранение материалов вплоть до их возвращения в «национальную Россию». Общество «Родина» выполнило завещание русских моряков. После 1991 года бо́льшая часть коллекций действительно попала в Россию. Среди прочих вернулось на родину и Георгиевское оружие адмирала Кербера. Золотой кортик был помещён на хранение в Центральный музей Вооружённых Сил в Москве. Судьба остальных наград Людвига Бернгардовича Кербера неизвестна.
- В честь Кербера назван мыс в Японском море (мыс Кербера [Каллёнмал] на острове Уллындо), исследованный в 1888 году во время плавания корвета «Витязь» (название не сохранилось)[31].

## Печатные работы
- Кербер Л. Правила тактической военно-морской игры Джена. // Изд. Артиллерийского офицерского класса. 1902.
- Кербер Л. Постепенное развитие боевых судов. Изменения характера бронирования, вызванные увеличением калибра средней артиллерии. // Типогр. Морского министерства. СПб. 1903.
- Кербер Л. Записки по иностранным флотам. Курс Николаевской морской академии по отделу военно-морских наук.// Типогр. К. Биркенфельда, СПб 1903. — 308 с.
- Кербер Л. Дальний Восток. Лекция 1-я. Морские силы Японии. 3 с. // Сообщения Общества ревнителей военных знаний № 122. СПб., 1904:
- Война России с Японией в 1905 году. Отчет о практических занятиях по стратегии в Николаевской морской академии в продолжении зимы 1902-03 гг. // Составлен по распоряжению Начальника Академии штатными преподавателями академии капитаном 2 ранга Н. Л. Кладо и капитаном 2 ранга Л. Ф. Кербером. СПб 1904.
- Кербер Л. Влияние русско-японской войны на изменение облика боевых судов и распорядка в иностранных флотах. Неофициальный отдел // Морской сборник. Спб 1907. — № 6. — С. 57-86.
- Кербер Л., Доливо-Добровольский Б. Большие манёвры английского флота летом 1906 г. Неофициальный отдел // Морской сборник. 1906. — № 9. — С. 49-86.
- Кербер Л. Военные флоты иностранных государств. СПб.: Типогр. К. Биркенфельда , 1907. — 422 с.
- Кербер Л. Военные флоты иностранных государств. 1906—1908 год. // СПб., 1907—1908. — 137с.
- Кирхгоф. Влияние Морской силы в Балтийском море на историю прибалтийских государств в 17 и 18 столетиях в 2х томах // Перевод с немецкого под ред. Л. Кербера. Изд. Березовского. СПб 1908.
- К вопросу о предполагаемом воссоздании нашего флота // СПб 1912. (без указания автора).
- О применении правил морской войны, выработанных на Лондонской конференции 1909 г. // СПб. Морское министерство 1916. (без указания автора)

## Семья
- жена: фон Шульц Ольга Федоровна (1866—1942, Ленинград (блокада)) — дочь контр-адмирала Фёдора Богдановича фон Шульца (1820—1880); сестра вице-адмирала фон Шульца Максимилиана (Михаила) Фёдоровича, капитанов 2-го ранга фон Шульца Вильгельма Фёдоровича и фон Шульца Константина Фёдоровича; двоюродная сестра капитана 1-го ранга фон Шульца Эвальда Карловича;
  - сын: Виктор Львович Корвин-Кербер (1894—1970) — один из первых российских морских лётчиков, авиаконструктор ОКБ Д. П. Григоровича, заместитель Главного конструктора ОКБ И. В. Четверикова;
    - внуки: Ирина Викторовна (1920—2004) — инженер; Павел Викторович (1924—1942, Ленинград (блокада));

  - сын: Леонид Львович Кербер (1903—1993) — доктор технических наук, авиаконструктор, заместитель Генерального конструктора КБ А. Н. Туполева по оборудованию;
    - внуки: Михаил Леонидович (рожд: 1932) — доктор химических наук, профессор; Лев Леонидович (1937—1993) — режиссёр;

  - сын: Борис Львович Кербер (1907—1978) — авиаконструктор, заместитель Генерального конструктора КБ А. И. Микояна по оборудованию;
    - внуки: Ольга Борисовна (рожд: 1937) и Алексей Борисович (рожд: 1941) — специалисты по авиационному оборудованию;
- брат: Оскар Бернгардович Кербер (нем. Oskar Carl v. Körber) (1874—1946) — историк, генеалог, один из ведущих исследователей немецко-балтийских родов Ингрии и стран Балтии;
- брат: Удо Бернгардович Кербер (нем. Udo Conrad v. Körber) (1876—1929) — инженер-химик; с 1906 года возглавлял химическую лабораторию броневых сплавов Ижорского завода;
- брат: Эрих Бернгардович Кербер (нем. Erich Conrad v. Körber) (1878—1934) — выпускник Мюнхенского университета; служил главным лесничим всех имений князей Долгоруковых в Черниговской губернии; жертва голода в Поволжье;
- дед по материнской линии: Август Маттиас Хаген (нем. August Mattias Hagen) (1794—1878) — художник, представитель германской школы пейзажной живописи.

## Награды[3]
| Ордена Российской империи: - Орден Святого Станислава 3-й степени (1900) - Орден Святой Анны 3-й степени (1900) - Орден Святого Владимира 4-й степени с мечами и бантом (1905) - Орден Святого Станислава 2-й степени (1905) - Орден Святой Анны 2-й степени с императорской короной (1906) - Орден Святого Владимира 3-й степени (1911) и мечами к ордену (1915) - Орден Святого Станислава 1-й степени (1914) - Георгиевское оружие (1914) - Орден Святого Владимира 2-й степени (1915) - Орден Святой Анны 1-й степени (1916) Памятные медали Российской империи: - Серебряная медаль в память царствования императора Александра Третьего (1896) - Серебряная медаль в память военных действий в Китае 1900—1901 год (1902) - Светло-бронзовая медаль в память войны с Японией 1904—1905 годов (1906) - Светло-бронзовая медаль в память 300-летия царствования дома Романовых (1913) - Светло-бронзовая медаль в память 200-летия Гангутской победы (1915) - Светло-бронзовая медаль за труды по отличному выполнению всеобщей мобилизации 1914 года (1915) | Иностранные награды: - Орден Франца Иосифа Кавалерского креста (Австро-Венгрия) (1896) - Орден Красного Орла 4 класса (Пруссия) (1897) - Орден Камбоджи офицерского креста (Франция) (1901) - Орден Священного Сокровища 4-й степени (Япония) (1902) - Орден Почетного Легиона офицерского креста (Франция) (1902) - Орден Красного Орла 3 класса (Пруссия) (1902) - Орден Короны офицерского креста (Италия) (1902) - Орден Спасителя офицерского креста (Греция) (1909) - Орден королевы Виктории (Великобритания) (1909) - Орден Почетного Легиона командорского креста (Франция) (1914) - Орден Почетного Легиона высшего офицерского креста (Франция) (1916) - Орден Бани Командорского креста (Великобритания) (1917) |